# Amerikai pitbull terrier
Az amerikai pitbull terrier (pitbull, pit, APBT) közepes testű, rövid szőrű, atletikus testalkatú bull típusú terrier. Több országban tiltott a tartása és/vagy tenyésztése, az FCI nem ismeri el önálló fajtának. Magyarországon 2010. szeptember 30-ától legálisan tartható és tenyészthető. 

## Eredete
Kifejezetten kutyaviadalokon való részvételre tenyésztették ki az 1830-as években. A terrierek mozgékonyságát és harci kedvét ötvözték a buldogok fizikai erejével; az így létrejött fajta pedig egy végletekig elszánt, magas fájdalomküszöbű, ideális harci kutya lett. Fontos szempont volt a tenyésztéskor az emberek feltétlen szeretete, hiszen a harcoltatott kutyák szétválasztásakor nem fordulhatott elő, hogy emberre támadjanak.[forrás?]
A harcoltatás illegálissá tétele sem szakította meg a "game" vérvonalakat, sok helyen (Magyarországon is) a mai napig rendeznek kutyaviadalokat, bár a "pitbulltörvény" eltörlése óta sokkal népszerűbbek családi kutyaként.

## Veszélyessége
Ma is aktív társadalmi diskurzus övezi, hogy a pitbull jellegű kutyák alkalmasak-e háziállatnak, vagy veszélyességük miatt korlátozni kell-e a tartásukat. Számos országban, köztük Spanyolországban, Lengyelországban és Oroszországban is tiltott a tartásuk. Az Egyesült Államokban 2019-ben az 59 halálos kimenetelű kutyatámadás 55%-áért, 33 ember haláláért voltak felelősek, és további kb. 13 000 kutyát, 5 000 macskát és 20 000 lovat és egyéb állatot öltek meg. A tiltás mellett szóló érvek között szerepel a rendkívüli harci erejük is, valamint hogy a pitbullok természetükből adódóan látszólag ok és előjelek nélkül is képesek támadásra, akár a gazdájukkal szemben is. Emellett nehezebb egy pitbull támadás felbontása is: a más kutyákon alkalmazott eszközök (gázspray, a harcoló kutyák vízzel leöntése, és/vagy a domináns kutya hátsó két lábának kirántása) a pitbullok kiemelkedő fájdalomtűrő-képessége miatt számos esetben nem volt képes felbontani a támadásukat, és ilyen esetekben a kutyák lelövésére vagy megkéselésére volt szükség a további károk megelőzésére.
A pitbull jellegű kutyák betiltása ellen felszólalók szerint ezek a kutyák megfelelő neveltetés mellett nem támadtak volna emberekre és állatokra.

## Standard-ek
Alapvetően két standard-et különböztetünk meg. Az ADBA és az UKC által elfogadottat. 

### ADBA standard
I. Bevezetés
A. Ahhoz, hogy igazán megértsük bármely fajta standardjét, meg kell ismernünk a fajta létezésének történelmét.
B. A bíró célja a valódi típusos tenyészállatok közötti elfogulatlan választás.
C. A bírálás felelőssége, hogy olyan kutyák legyenek kiválasztva, melyek a legjobban megfelelnek a kiállítási standardnek, félretéve a személyes elfogultságot.
II. Megjelenés 20 pont
A. Fajtatípusnak való megfelelés
1. A kiállítási ringben mindenhol úgy kell mutatnia, mint egy Amerikai Pit Bull Terriernek.
2. Robusztus, három dimenziós. Erőt fejezzen ki, ne legyen vékony és gyenge.
3. Szögletes, nehéz csontozatú, szilárd front, és könnyű, rugalmas hát.
4. Atletikus kinézete legyen, ne terjedelmes. Az izomzat egyenletes, de határozott.
5. Egy felnőtt állat kinézete vékony, edzett. Kicsit látszódjanak a bordák és a gerinc (csípőcsont le látszódjon), kemény, határozott izomzattal. Tiszta, fényes szőrzet, rövid, vágott karmok. Kölyök osztályban legyen a kölyök jól táplált, ne látszódjon a borda, gerinc, csípő. Szőrzete fényes, karmai rövidek, vágottak.
B. Egyensúly
1. Kiegyensúlyozott szögelés a mellső és hátsó végtagokban – legjobban ügetés közben megfigyelhető.
2. Magasság-súly arány – a legmagasabb kutya egy adott súlyon.
3. Fejméret arányos a testhez, a nyak elég hosszú, ahhoz, hogy a fej 2/3-a a hátvonal felett legyen, amikor a fej normál, felemelt pozícióban van.
C. Felvezetés
1. A kutya szocializált, érdeklődést mutat a körülötte levő dolgok iránt.
2. Bár bizonyos mértékben fajtajelleg a kutyával/állattal szembeni agresszivitás, a kontrollálhatatlan viselkedés rontja a bírók esélyét, hogy helyesen ítéljék meg az adott kutya testfelépítését.
D. Egészség
1. Az egyes állatok egészségességét a kutya kedve, életereje, szőrének csillogása, és szeme tisztasága mutatja.
2. Egyes színek, vagy színes minták, melyet ismert módon genetikai problémákhoz kapcsolódhatnak, súlyos hibának számítanak. Súlyos hibák: merle szín, albinizmus (fehér kutya kék, vagy rózsaszín szemekkel, rózsaszín orr, ajkak, pigmentáció hiánya a talppárnán, szemhéjon stb.)
III. Viselkedés 10 pont
A.Magabiztos és éber.
B. Érdeklődik a körülötte levő dolgok iránt, felügyeli a teret, nem érzi magát fenyegetve a környezetében.
C. Kedves a gazdáival.
Fő hiba: bizalmatlan, vagy félénk.
IV. Hátsó rész 30 pont
A. Ágyék
1. Széles, és elég hosszú ahhoz, hogy szögletessé formálja a kutyát. A túl rövid befolyásolhatja a kutya ruganyosságát. A túl hosszú ágyék túlságosan nehéz hátsó részt eredményez, és befolyásolja a kutya mozgékonyságát, gyorsaságát.
B. Csípő
1. Hosszú, lejtős, megfelelő szélességű. A farok alacsonyan tűzött.
2. A csípő ideális lejtése 30 fok a földhöz képest.
C. Hátsó lábak aránya
1. A combcsontnak olyan hosszúnak kell lennie, hogy a térd ízület a hátsó végtag felső 1/3-ába essen.
2. A sípcsont a hátsó végtag leghosszabb csontja.
3. A lábközép csont hossza mérsékelt, az izmok mindkét oldalon ugyanúgy tapadnak a csonthoz, ezáltal a lábszárak egymással párhuzamosan mozognak, nem befelé, vagy kifelé.
4. Hátsó szögelés – a csontok hossza, és az azokra tapadt izmok aránya hajlított térdet eredményez, ami jól szögelt csánkhoz vezet. Ez hozzájárul a természetes rugalmassághoz, ami kívánatos a hátsó végtag esetében.
5. Az izmok hosszan és mélyen tapadnak, jócskán túl az ízületeken, ami ideális az erő kihasználásához. Emiatt tűnnek az izmok egyenletesnek, és határozottnak (nem csomósnak).
Hibák: rövid, vagy lapos csípő, egyenes térd, dupla ízületes vagy csúszkáló csánk, tehénjárás, csomós izmok.
V. Mellső rész 20 pont
A. Mellkas
1. Mély és elliptikus, kiemelkedő mellcsonttal. Oldalról nézve, a mellkas alja legalább a könyök ízületig ér.
2. Felül jól ívelt, alul elkeskenyedő, jól visszahúzódik az ágyékba.
B. Vállak
1. Szélesebb, mint a mellkas a 8. bordánál. A lapocka megfelelően fekszik, 45 vagy annál kevesebb fokot zár be a földdel, széles, és lapos, ami megfelelő izomtapadást eredményez egy nehéz és erős mellső résznek.
2. A felkarcsont ellentétesen döntött 45 fokos szögben, és elég hosszú ahhoz, hogy a könyök a mellkas aljánál helyezkedjen el. A könyök laposan fekszik a testhez képest.
3. Az alkarcsont valamivel hosszabb, mint a felkarcsont, és kétszer olyan vastag, mint a lábközépcsont a csánknál.
C. Lábak
1. Kicsi és szűk, magasan tűzött lábközép.
2. A talppárnák vastagok, és jól felépítettek.
3. A farkaskarom természetes a mellső lábakon, de nem fordul elő a hátsó lábakon.
Hibák: hordó mellkas, szűk mellkas, vékony csontok, kiálló könyök, lefele álló lábközép, szétálló lábak, vékony talppárna, hátsó farkaskarom.
VI. Fej és Nyak 15 pont
A. Nyak
1. Erősen izmolt alap a koponyának.
2. Hosszú.
B. Fej
1. A fej mérete arányos a test többi részével.
2. A vállak szélességének 2/3-a.
3. Oldalról és felülről nézve ék alakú, szemből nézve kerek.
4. Az arc 25%-kal szélesebb, mint a nyak a koponya alapnál.
5. A hosszának az orrtól a stopig meg kell egyeznie a hosszával a stoptól a tarkóig.
6. Az orr híd jól fejlett. A szemek alatti rész vastagabb, mint a fej a fülek aljánál, ez szerkezetileg támasztja a felső szemfogakat.
7. Széles a fej tetejétől az állkapocs aljáig.
8. Egyenes dobozszerű arcorr.
9. Szoros ajkak.
10. Metszőfogak megfelelnek az ollós harapásnak. Szemfogak alul szélesek, felül kúposak. A felső szemfogak az alsó szemfogak mögött szorosan illeszkednek. Ép, egészséges, hiánytalan.
11. A szemek kicsik, mélyen ülők. Elölről nézve elliptikus, oldalról nézve háromszög alakú.
12. Nincs előnyben részesítve a vágott vagy vágatlan fül, kivéve, ha javítja az általános megjelenését a kutyának.
Hibák: rövid nyak, alulfejlett pofa, hiányzó fogak, előre, vagy hátraharapás olyan mértékben, hogy a szemfogak nem illeszkednek szorosan.
VII. Farok és szőrzet
A. Szőrzet
1. A bőr a nyak és mellkas körül vastag és laza, máshol feszes. Jól edzett állatnál függőleges ráncok láthatók a nyak és mellkas körül.
2. Rövid és erős, csillogása a kutya általános egészségére utal.
3. Színes, vagy színek kombinációja, kivéve olyan színeket, melyek köztudottan genetikai betegséget hordozhatnak magukkal.
B. Farok
1. Tövénél vastag, majd elvékonyodik egy csúcsba. Hossza a csánkig ér.
2. Nyugodt állapotban úgy lóg le, mint egy nyomókút pumpa.
Fő hibák: merle szín, vagy albinizmus (fehér kutya, kék vagy rózsaszín szemekkel, pigmentek hiánya).
Hibák: hosszú szőr, rojtos szőr a farkon vagy bárhol, vágott, vagy egyenestől eltérő farok.
Kizárás: ember elleni agresszió, egy vagy kétoldalú rejtett heréjűség, ivartalanított kutyák.
Összegezve, az Amerikai Pit Bull Terrier, mindenhol jelenjen meg úgy, mint egy sportoló. A teste gyorsaságra, erőre, mozgékonyságra és kitartásra lett teremtve. Minden irányban kiegyensúlyozottnak kell lennie. Legjobb formájában maga a megtestesült szépség.

### UKC standard[9]
Karakter:
Jellemzően erőt, életkedvet és magabiztosságot sugárzó. Embertársai és gyerekek iránti barátsága kívánatos. Fajtársai irányába mutató agresszivitása, körültekintő és szakszerű szocializációval, valamint következetes engedelmesség megkövetelésével ellensúlyozható kell legyen.
Emberekkel szembeni agresszív megnyilvánulások nemkívánatosak.
Természetes mozgékonyságából eredően a mászóképessége a legjobb a jelenlegi kutyafajták között, ezt figyelembe véve csak biztonságosan körülkerített területen tartható.
Intelligenciájánál és tenni akarásánál fogva munkakutyaként való alkalmazása ajánlott.
Fej / koponya / pofa:
A fej, a fajta jellemzően kulcsfontosságú eleme. Nagy és széles, erőt sugárzó, de soha nem aránytalan az egész testhez viszonyítva. Elől nézetből nagy, tompa ék alakot formázó. Oldalnézetből a koponyatető és az ajak párhuzamos és a mélyen elhelyezkedő homlokhoz csatlakozik. A homlokcsont jól látható, de nem előre álló. A fej összképe eleganciát és erőt sugárzó.
A koponya nagy, lapos és enyhén legömbölyödő formájú, a fülek között széles. A pofa ráncok nélküli, a homlokon a bőr a kutya koncentrált állapotában ráncolódik.
A pofa széles és mély, rövidebb a koponyánál, kívánatos a 2:3 arány.
A pofa felső vonala egyenes. Az alsó állkapocs fejlett, széles és mély, az ajkak tiszták és feszesek.
HIBA: hegyes orr, lógó ajkak, gyenge alsó állkapocs
Orr / szemek / fülek:
Nagy orr, tágra nyíló orrlyukakkal, a fehér egyedek kivételével tetszőleges színpigmentációval
Közepes méretű, kerektől a mandula formáig terjedő, egymástól távol elhelyezkedő, mélyen a koponyában elhelyezkedő szemek. 
A fülek magasan tűzöttek, a nem amputált fülű egyedeknél a félig álló és 'rózsa' formájú fülek előnyösek.
Álló és lógó fülek nemkívánatosak.
NAGY HIBA: kék szem, különböző szemszín, kidülledő szemgolyó
 Nyak:
Vastag, arányosan hosszú és izmos nyak amely a tarkón enyhén ívelt. A koponyához csatlakozás határozottan ferde vonalú és a vállak felé szélesedő. A nyakon a bőr mindig feszes.
HIBA: rövid, vastag nyak vagy túl vékony nyak, 'szarvas nyak', lógó bőr a nyakon
Test:
A mellkas mély és telt, arányosan széles, de nem lehet szélesebb mint a mélysége. A mell nem állhat előbbre mint a vállcsontozat, a bordák markánsan kiállnak a gerincből, hátrafelé irányulva.
A hát erős és feszes, enyhén hátra lejtéssel.
A csípő keskenyebb mint a mellkas.
Mellső lábak / hátsólábak / tappancsok:
Az első lapockacsontok hosszúak, szélesek és egyértelműen ferdén hátrafelé irányulnak. A mellső felsőkarcsontok egyforma hosszúak a mellső lapockacsonttal és merőlegesen kapcsolódnak egymáshoz.
A mellső lábak erősek és izmosak, a vállak szorosan kapcsolódnak a testhez. Elől nézetből a lábak függőlegesek és egymástól távol állnak. Oldalnézetből szintén merőlegesek a földfelszínre.
A hátsó lábak erősek, izmosak és szélesek. A hátsó lábak szögelése, izomzata arányos a mellső lábakéhoz.
A comb fejlett, kövér, egyértelműen látható izomzattal. Oldalnézetből a lábszárak jól fejlettek, mélyen ülő középső lábszárakkal, és a földre merőleges csánkkal. Hátulnézetből a hátsó lábak párhuzamosak és merőlegesek a földfelszínre
A tappancsok kerek formájúak és a kutya testéhez arányos nagyságúak, jól párnázottak és feszesek.
A farkaskörmök eltávolítása megengedett.
HIBA: merev vállak, kifelé mozgó vállak, gyenge vagy görbe lábak, kifelé vagy befelé csavarodó tappancsok, keskeny hátsó lábak, lapos átmenet a medence és a lábak között, izomhiányok a lábakon, ferde lábszárcsontok, 'hordó lábak', 'tehén lábak' 'sarló lábak', szétálló tappancsok
 Farok:
A faroknak a gerincvonal természetes meghosszabbítását kell mutatnia. Nyugalmi helyzetben lóg és kb. a csánk felső részéig ér. Mozgás közben a hát vonalában, izgalmi állapotban fölfelé, enyhén a gerinc irányába görbített állapotban hordható.
HIBA: túl hosszú, a csánkon túl érő farok
NAGY HIBA: nyugalmi állapotban is a háton hordott, vagy kunkorodó farok
Szőrzet / szín:
Szőrzete rövid, tömör, fényes, amely különböző színű lehet: fekete, fehér – fekete orr-pigmentációval, csokoládébarna, fekete / barna (seal), vörös – fehér rajzolattal, beige (fawn), sárga – fekete maszkos.
Minden mintázat megengedett
HIBA: göndör vagy hullámos szőrzet
Méret és testtömeg:
A Pit Bull erejének, testtömegének és méretének arányosan egy mozgékony kutya benyomást kell keltenie. Ezért a méreteire és testsúlyára nincs nagy hangsúly fektetve, annál inkább az arányaira és a fizikai jellemzők egymáshoz való viszonyára.
Elvárás a kanoknál a 16 – 27 kg, szukáknál a 14 – 23 kg közötti testtömeg.
Az ennél nagyobb testtömeg nem minősül hibának amíg az arányok megfelelően maradnak és nem befolyásolják hátrányosan a kutyára jellemző mozgást.
Mozgás:
A Pit Bull mozgásának akadálymentesnek, gördülékenynek kell lenni, tükrözve a magabiztosságot és a váratlan és feszült pillanatok felbukkanására való állandó készenlétet.
Ügetésben fáradhatatlan, folyamatos és tiszta mozgás benyomását kell keltenie, előre jól fogóan és hátra jól elrugaszkodóan.
Minden lépésforma közben a gerincnek vízszintesen kell maradnia.
Semmilyen nézőpontból nem mutathatnak a lábak ferdeséget, csavarodást vagy kereszteződést.
Növekvő sebesség esetén a tappancsoknak a kutya súlypontjának irányába kell közelíteni.
HIBA: futás közben a lábak nem egyforma magasságba emelkednek, futás nyújtott lábakkal, lábak keresztirányú mozgása, a hátsó lábak mozgás közben egymáshoz érnek, kanyarodó járás, kacsázó járás, lábujjhegyen járás, poroszkálás, topogás
TENYÉSZTÉSBŐL KIZÁRÓ OKOK:
- vágott vagy nem fokozatosan vékonyodó farok
- hosszú szőr
- 'merle' színkombináció
- kanoknál a herék egy- vagy mindkét oldali fogyatékossága
- agresszivitás minden formája
 - félelem minden formája
- egy- vagy mindkét oldali süketség
- színanyag képződésének veleszületett zavara (albinizmus)
A fenti, rövidített UKC fajtaleírástól a ABDA fajtaleírása sokkal rövidebb, kevésbé pontos, de lényegében alig különbözik. Két számszerűségbeli eltérés, hogy az ABDA a marmagasságot 46 – 56 cm, a testtömeget 15 – 30 kg között határozza meg.

## Tulajdonságai
A fajta kiváló adottságait ma már inkább családi- és sportkutyaként használják ki, hiszen a fejlett vadászösztönből fakadó motiválhatóságuk, hatalmas mozgásigényük, intelligenciájuk és az embernek való megfelelni akarásuk ideális társsá teszik őket szinte bármilyen sport űzéséhez, legyen az akár súlyhúzás, obedience, dog dancing, agility, stb. 
Kifejezetten igénylik a gazdával töltött minőségi időt, a fizikai és a szellemi megterhelést, nehezen viselik azonban a csak kerti tartást és a mozgásszegény életmódot. Kevés foglalkozás esetén könnyen viselkedési zavaraik lehetnek – temperamentumukból fakadóan főleg agresszió, de a szökés, rombolás sem ritka. 
Ideális tartási körülmények mellett a gazdával és családjával végtelenül jóindulatú és odaadó, a gyerekekkel, idősekkel óvatos és türelmes. Házőrzésre általában alkalmatlan, mert az embereket nem tekinti veszélyforrásnak, de ha a családját fenyegetik, az élete árán is megvédi őket. 